# 湯浅仁
湯浅 仁（ゆあさ じん、2001年8月27日 - ）は、宮崎県出身の陸上競技選手である。

## 経歴
宮崎市立木花中学校、宮崎日本大学高等学校、中央大学を卒業し、現在はトヨタ自動車陸上長距離部に所属している。
高校時代は全国高校駅伝に2度出走するも区間18位(4区)、区間31位(3区)となっている。中央大学に進むが1年目は目立った活躍もなかった。しかし、2年目に第98回東京箱根間往復大学駅伝競走の9区に抜擢。区間3位の力走を見せる。チームは6位で10年ぶりのシードを獲得した。その年の全日本大学駅伝対校選手権大会ではエース区間の7区を走り、区間10位。2023年の箱根駅伝では再び9区を走り区間6位と安定した走りを見せ、総合2位に入った。ラストイヤーでは出雲駅伝は6区、全日本大学駅伝は7区でともに区間2位、箱根駅伝でも4区で区間3位と強さを見せつけた。現在もトヨタ自動車陸上長距離部で競技を続けている。
ジャパンマラソンチャンピオンシップシリーズの第63回（2025年）延岡西日本マラソンを2時間9分43秒で優勝する。
2025年3月16日に行われたEXPO EKIDEN 2025では5区を区間4位の記録で走り、優勝に貢献した。

## 戦績・記録

### 大学三大駅伝戦績
| 学年               | 出雲駅伝                    | 全日本大学駅伝               | 箱根駅伝                          |
| ------------------ | --------------------------- | ---------------------------- | --------------------------------- |
| 1年生 （2020年度） | 第32回 （開催中止）         | 第52回 中央大学 不出場       | 第97回 ― - ― 出走なし             |
| 2年生 （2021年度） | 第33回 中央大学 不出場      | 第53回 ― - ― 出走なし        | 第98回 9区-区間3位 1時間08分31秒  |
| 3年生 （2022年度） | 第34回 ― - ― 出走なし       | 第54回 7区-区間10位 51分39秒 | 第99回 9区-区間6位 1時間08分54秒  |
| 4年生 （2023年度） | 第35回 6区-区間2位 29分27秒 | 第55回 7区-区間2位 51分12秒  | 第100回 4区-区間3位 1時間01分44秒 |

### 実業団駅伝戦績
| 年度                   | 大会                   | 区間 | 区間順位 | 記録     | 総合順位 | 備考          |
| ---------------------- | ---------------------- | ---- | -------- | -------- | -------- | ------------- |
| 2024年度 （入社1年目） | 第64回中部実業団駅伝   | 4区  | 区間2位  | 45分16秒 | OP       | Bチームで出場 |
| 2024年度 （入社1年目） | 第69回全日本実業団駅伝 | 6区  | 区間2位  | 33分10秒 | 3位      |               |

## 自己ベスト
- 5000m - 13分39秒59（2025年7月16日：ホクレン・ディスタンスチャレンジ北見大会）
- 10000m - 28分08秒82（2024年11月23日：八王子ロングディスタンス2024）
- ハーフマラソン - 1時間02分35秒（2023年5月14日：第102回関東学生陸上競技対校選手権大会）
- マラソン - 2時間09分43秒（2025年2月9日：第63回延岡西日本マラソン）